# Trubač agami
Trubač agami (Psophia crepitans) je malý pralesní pták a jeden ze tří zástupců čeledi trubačovitých. Spíše brumlá než troubí. Indiáni ho využívali jako ochranu před predátory. Ochočení trubači agami začali vřískat a tím buď predátora odehnali nebo přivolal indiány a ti na predátora zaútočili. Žijí v menších skupinách. 
Trubač agami je celkově zbarvený černě s šedohnědým hřbetem a světlými končetinami a zobákem. Má slabá, zakulacená křídla, velmi měkké peří na hlavě a krku, krátký ocas a dlouhý krk a končetiny. Dorůstá průměrně 48–56 cm a váží okolo 1,3 kg. Obě pohlaví se zbarvením ani velikostí nijak neliší.

## Výskyt
Stejně jako ostatní dva druhy trubačů žije v jihoamerických pralesech, trubač agami konkrétně v Ekvádoru, Kolumbii, Venezuele, Brazílii a v severovýchodním Peru. V současné době se stále jedná o poměrně početný a neohrožený druh, nejvíce však jeho početnost ohrožuje lov a ztráta přirozeného biotopu.

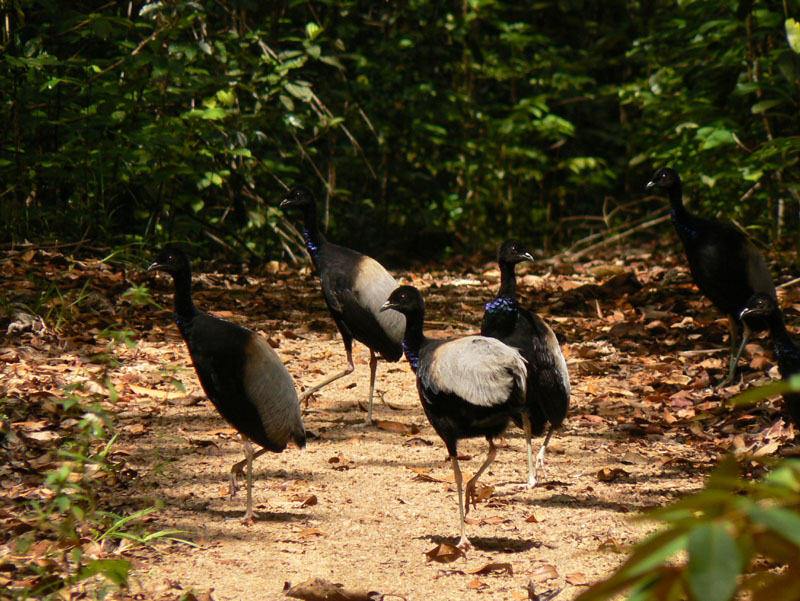
Skupina volně žijících trubačů agami ve Francouzské Guyaně.

Trubač agami žije obvykle v šesti- až osmičlenných skupinách. Většinu času tráví na zemi, kde vyhledává spadané plody a drobný hmyz. Má velmi citlivý sluch a případného predátora může zaregistrovat i na vzdálenost několika desítek metrů. Je velmi slabým letcem a vzlétává zpravidla pouze v přímém ohrožení. Ozývá se širokou škálou hlasových projevů, nejznámější je však jeho velmi hlasité a troubivé volání, díky němuž získal i svůj název hned v několika jazycích světa.
Trubači mají mezi ptáky velmi neobvyklý systém rozmnožování. S jedinou dominantní samicí se totiž páří hned několik samců. Hnízdo buduje v dutinách stromů a ročně do něj klade 3–4 vejce, na kterých sedí střídavě většina členů skupiny po dobu 28 dnů.
Krotké trubače v minulosti často chovaly místní jihoamerické kmeny, které využívaly zvláště jejich výtečně vyvinutého sluchu pro zaregistrování nebezpečí.
Je častou a oblíbenou atrakcí v zoologických zahradách po celém světě. V České republice jej můžeme spatřit v Zoologické zahradě Zlín, Dvůr Králové a Plzeň.